# Pentekostalizm w Peru
Pentekostalizm w Peru – ruch zielonoświątkowy w Peru, będący drugim nurtem religijnym i stanowiący około 10% populacji. Zielonoświątkowcy są najszybciej wzrastającym protestanckim ugrupowaniem. Ruch zielonoświątkowy pojawił się w Peru w roku 1911.

## Historia
Z krajów latynoskich ruch zielonoświątkowy najpierw dotarł do Chile (w 1909), następnie do Argentyny i Brazylii (1910), a następnie do Peru (1911) . W roku 1915 peruwiańska konstytucja gwarantuje wolność wyznania. Zielonoświątkowcy długo stanowili niewielki procent peruwiańskiego społeczeństwa, dynamiczny rozwój nastąpił w latach 60. i 70. W latach 70. ruch charyzmatyczny zaczął się rozwijać w kościołach protestanckich oraz kościele katolickim.
Zielonoświątkowcy docierają do najuboższych warstw społeczeństwa .

## Statystyki
W roku 2007 katolicy stanowili 81,3%, a protestanci 12,5% społeczeństwa . W roku 2004 zielonoświątkowcy stanowili 69%, a neozielonoświątkowcy – 7% protestantów .
Zielonoświątkowe denominacje :
- Asociación Evangélica Asambleas de Dios (Zbory Boże) – 152 695 wiernych, 2450 zborów
- Iglesia del Nazareno – 63 tysiące wiernych, 660 zborów
- Iglesia de Dios Evangelio Completo – 15 tysięcy wiernych, 140 zborów
- Iglesia Evangélica Pentecostal de Jesucristo – 52 tysiące wiernych, 1020 zborów
- Iglesia Evangélica Pentecostal del Peru – 41 958 wiernych, 1049 zborów
- Asociación de Iglesias Pentecostales Autónomas – 24 tysiące wiernych, 240 zborów
- Iglesia de Dios de la Profecía – 22 727 wiernych, 598 zborów
- Asociación Evangelística del Evangelio Completo – 17 500 wiernych, 461 zborów
- Iglesia Nueva Apostólica – 17 250 wiernych, 86 zborów
- Iglesia de Cristo Pentecostés – 8800 wiernych, 135 zborów